# 山崎慎三
山崎 慎三（やまざき しんぞう、1854年（安政元年3月） - 1912年（明治45年）2月8日）は、明治時代の政治家。貴族院多額納税者議員。幼名は守正、字は子順。茨城県河内郡馴柴村長。

## 経歴
常陸国河内郡馴馬村（茨城県河内郡馴柴村、稲敷郡馴柴村を経て現龍ケ崎市）出身。幼い頃より椎名克堂、朽木久綱などについて学び、土浦藩儒の五十嵐儀一に師事し和漢学を修めた。その後、江戸に遊学し文武を研鑽した。
馴馬村副戸長、同戸長、門倉村ほか五箇村連合戸長を経て、1889年（明治22年）馴柴村長に就任。翌年、1890年（明治23年）には茨城県多額納税者として貴族院議員に互選され、同年9月29日から1897年（明治30年）9月28日まで務めた。